# Fire Wind
Fire Wind es el segundo álbum de estudio de la banda alemana de hard rock y heavy metal Electric Sun, publicado en 1981 por Brain Records. Al igual que su anterior producción recibió una variedad de críticas, tanto positivas como negativas, que concuerdan en una perfecta técnica en la guitarra pero una ineficiente calidad en la voz. A pesar de que no logró una significativa recepción comercial, el disco logró una positiva popularidad en el Reino Unido, Francia y Suecia.
Para esta producción Uli Jon Roth contó con Sidhatta Gautama en reemplazo del baterista Clive Edwards, que se había retirado de la banda para integrarse a Wild Horses. Por otro lado, y como dato, el tema «Enola Gay (Hiroshima Today?)» relata la historia del bombardeo atómico sobre Hiroshima, la cual se subdivide en cuatro canciones: «Enola Gay», «Tune of Japan», «Attack» y «Lament».

## Lista de canciones
Todas las canciones escritas por Uli Jon Roth.

| N.º | Título                         | Duración |  |
| 1.  | «Cast Away Your Chains»        | 3:56     |  |
| 2.  | «Indian Dawn»                  | 5:16     |  |
| 3.  | «I'll Be Loving You Always»    | 5:00     |  |
| 4.  | «Fire Wind»                    | 5:03     |  |
| 5.  | «Prelude in Space Minor»       | 1:22     |  |
| 6.  | «Just Another Rainbow»         | 3:54     |  |
| 7.  | «Children of the Sea»          | 3:23     |  |
| 8.  | «Chaplin and I»                | 5:45     |  |
| 9.  | «Enola Gay (Hiroshima Today?)» | 10:37    |  |

## Músicos
- Uli Jon Roth: voz y guitarra
- Ule Ritgen: bajo
- Sidhatta Gautama: batería